# Kerria sharda
Kerria sharda är en insektsart som beskrevs av Gaurav K. Mishra och Sushil 2000. Kerria sharda ingår i släktet Kerria och familjen Kerriidae. Inga underarter finns listade i Catalogue of Life.